# The Son's Return
The Son's Return è un cortometraggio muto del 1909 diretto da David W. Griffith. Prodotto e distribuito dalla Biograph Company, il film - girato a Coytesville, New Jersey - uscì nelle sale il 14 giugno 1909.
Risulta essere la prima trasposizione cinematografica di un romanzo di Guy de Maupassant.

## Trama
Il figlio va via di casa per andare in città a cercare fortuna. Dopo molti anni, torna nella locanda dei genitori che non lo riconoscono ma che, notando il suo portafoglio gonfio di banconote, progettano di derubare lo sconosciuto cliente.

## Produzione
Il film fu prodotto dalla Biograph Company. Venne girato nel New Jersey a Coytesville e a Leonia.

## Distribuzione
Il copyright del film, richiesto dalla Biograph Co., fu registrato il 12 giugno 1909 con il numero H128255.
Distribuito dalla Biograph, il film - un cortometraggio in una bobina - uscì nelle sale cinematografiche statunitensi il 14 giugno 1909. Copia della pellicola è conservata negli archivi dell'UCLA
.
Il film è stato masterizzato e riversato su DVD. Distribuito nel 2006 dalla Grapevine, è stato inserito in un'antologia dal titolo D.W. Griffith, Director - Volume 3 (1909) che presenta una decina di titoli per un totale di 112 minuti.